# Liste de films français sortis dans les années 2000

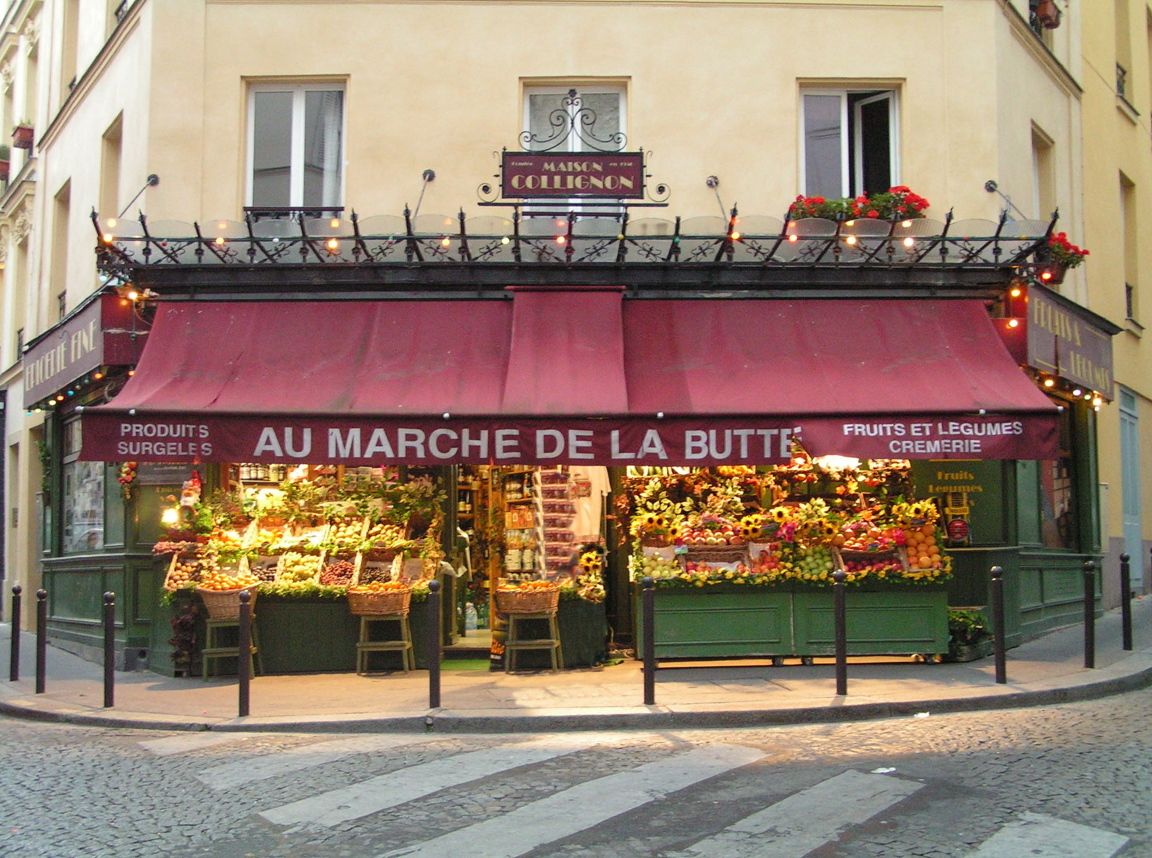
Épicerie ayant servi de décor pour Le Fabuleux Destin d'Amélie Poulain.

Voici les films les plus notables du cinéma français sortis dans les années 2000. Certains peuvent déjà être considérés comme ayant marqué l'histoire du cinéma français.

## 2000
- 15 août de Patrick Alessandrin
- À l'attaque ! de Robert Guédiguian
- Les Acteurs de Bertrand Blier
- Belphégor, le fantôme du Louvre de Jean-Paul Salomé
- La Candide Madame Duff de Jean-Pierre Mocky
- La Chambre des magiciennes de Claude Miller
- Les destinées sentimentales d'Olivier Assayas
- Esther Kahn d'Arnaud Desplechin
- La Fausse Suivante de Benoît Jacquot
- La Faute à Voltaire d'Abdellatif Kechiche
- Le Glandeur de Jean-Pierre Mocky
- Les Glaneurs et la Glaneuse d'Agnès Varda
- Harry, un ami qui vous veut du bien de Dominik Moll
- Le Margouillat de Jean-Michel Gibard
- Merci pour le chocolat de Claude Chabrol
- Mercredi, folle journée ! de Pascal Thomas
- Old school de Karim Abbou
- Les Rivières pourpres de Mathieu Kassovitz
- Sade de Benoît Jacquot
- Saint-Cyr de Patricia Mazuy
- Selon Matthieu de Xavier Beauvois
- Six-Pack d'Alain Berberian
- Sous le sable de François Ozon
- Tontaine et Tonton de Tonie Marshall
- Total Western d'Éric Rochant
- Tout est calme de Jean-Pierre Mocky
- Une affaire de goût de Bernard Rapp
- La Veuve de Saint-Pierre de Patrice Leconte
- La ville est tranquille de Robert Guédiguian

## 2001
- À ma sœur ! de Catherine Breillat
- L'Anglaise et le Duc d'Éric Rohmer
- L'Auberge espagnole de Cédric Klapisch
- La Bête de miséricorde de Jean-Pierre Mocky
- Betty Fisher et autres histoires de Claude Miller
- La Boîte de Claude Zidi
- Brève Traversée de Catherine Breillat
- La Chambre des officiers de François Dupeyron
- Carrément à l'ouest de Jacques Doillon
- Éloge de l'amour de Jean-Luc Godard
- L'Emploi du temps  de Laurent Cantet
- Le Fabuleux Destin d'Amélie Poulain de Jean-Pierre Jeunet
- Félix et Lola de Patrice Leconte
- Intimité de Patrice Chéreau
- Loin d'André Téchiné
- Ma femme est une actrice d'Yvan Attal
- Oui, mais… d'Yves Lavandier
- Le Pacte des loups de Christophe Gans
- Le Petit Poucet d'Olivier Dahan
- Le Peuple migrateur de Jacques Perrin, Jacques Cluzaud et Michel Debats
- Le Placard de Francis Veber
- Les Portes de la gloire de Christian Merret-Palmair
- Quand on sera grand de Renaud Cohen
- Sexy Boys de Stéphane Kazandjian
- Le Soleil au-dessus des nuages d'Éric Le Roch
- Stalingrad de Jean-Jacques Annaud
- Sur mes lèvres de Jacques Audiard
- Tosca de Benoît Jacquot
- La Tour Montparnasse infernale de Charles Nemes
- Un crime au Paradis de Jacques Becker
- Va savoir de Jacques Rivette
- Les Visiteurs en Amérique de Jean-Marie Poiré

## 2002
- 17 Fois Cécile Cassard de Christophe Honoré
- À la folie... pas du tout de Laetitia Colombani
- Adolphe de Benoît Jacquot
- L'Adversaire de Nicole Garcia
- Ah ! si j'étais riche de Michel Munz
- Les Araignées de la nuit de Jean-Pierre Mocky
- Astérix et Obélix : Mission Cléopâtre d'Alain Chabat
- Au plus près du paradis de Tonie Marshall
- L'Homme du train de Patrice Leconte
- Huit Femmes de François Ozon
- Le Boulet d'Alain Berberian et Frédéric Forestier
- Laissez-passer de Bertrand Tavernier
- Ma femme s'appelle Maurice de Jean-Marie Poiré
- Marie-Jo et ses deux amours de Robert Guédiguian
- Mon idole de Guillaume Canet
- La Petite Lili de Claude Miller
- Le Pianiste de Roman Polanski
- La Pianiste de Michael Haneke
- Rue des plaisirs de Patrice Leconte
- Sex Is Comedy de Catherine Breillat
- Sucre amer de Christian Lara
- Un monde presque paisible de Michel Deville
- Une femme de ménage de Claude Berri

## 2003
- Chouchou
- Bon voyage de Jean-Paul Rappeneau
- Ce jour-là  de Raul Ruiz
- Le Cœur des hommes de Marc Esposito
- Les Côtelettes de Bertrand Blier
- Effroyables Jardins de Jacques Becker
- Les Égarés d'André Téchiné
- La Fleur du mal de Claude Chabrol
- France Boutique de Tonie Marshall
- Le Furet de  Jean-Pierre Mocky
- Ils se marièrent et eurent beaucoup d'enfants d'Yvan Attal
- Nathalie... d'Anne Fontaine
- Moi César, 10 ans ½, 1m39  de Richard Berry
- Ni pour ni contre (bien au contraire) de Cédric Klapisch
- Notre musique de Jean-Luc Godard
- Pas sur la bouche d'Alain Resnais
- Raja de Jacques Doillon
- Ripoux 3 de Claude Zidi
- Son frère  de Patrice Chéreau
- Swimming Pool de François Ozon
- Tais-toi ! de Francis Veber
- La Beuze de François Desagnat et Thomas Sorriaux

## 2004
- 5×2 de François Ozon
- 36 quai des Orfèvres d'Olivier Marchal
- À tout de suite de Benoît Jacquot
- Anatomie de l'enfer de Catherine Breillat
- Banlieue 13 de Pierre Morel
- Les Choristes de Christophe Barratier
- Comme une image d'Agnès Jaoui
- Confidences trop intimes de Patrice Leconte
- La Demoiselle d'honneur de Claude Chabrol
- Deux Frères de Jean-Jacques Annaud
- Dogora : Ouvrons les yeux de Patrice Leconte
- L'Enquête corse d'Alain Berbérian
- L'Esquive  d'Abdellatif Kechiche
- Holy Lola de Bertrand Tavernier
- Illumination de Pascale Breton
- Innocence de Lucile Hadžihalilović
- Léo, en jouant « Dans la compagnie des hommes » d'Arnaud Desplechin
- Ma mère de Christophe Honoré
- Mon père est ingénieur de Robert Guédiguian
- Podium de Yann Moix
- Les Rivières pourpres 2 : Les Anges de l'apocalypse d'Olivier Dahan
- Rois et Reine d'Arnaud Desplechin
- RRRrrrr!!! d'Alain Chabat
- Les Temps qui changent d'André Téchiné
- Touristes, oh yes ! de Jean-Pierre Mocky
- Triple agent d'Éric Rohmer
- Un long dimanche de fiançailles de Jean-Pierre Jeunet
- Va, vis et deviens de Radu Mihaileanu

## 2005

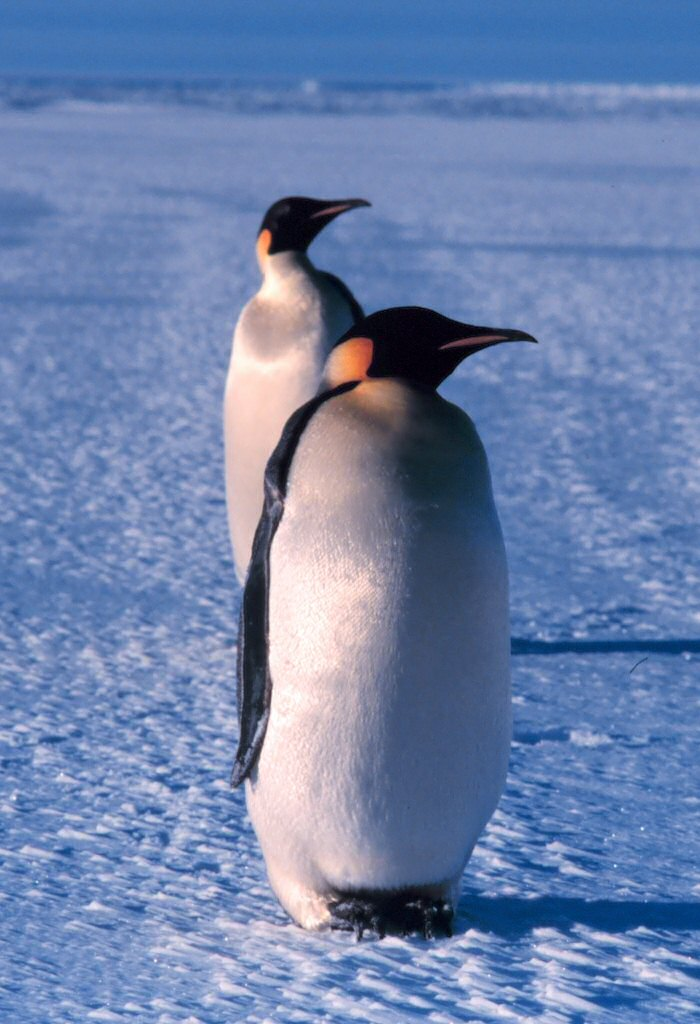
Manchots empereurs, similaires à ceux vus dans le documentaire animalier La Marche de l'empereur.

- Les Amants réguliers de Philippe Garrel
- Les Âmes grises d'Yves Angelo
- Angel-A de Luc Besson
- De battre mon cœur s'est arrêté de Jacques Audiard
- Le Cactus de Gérard Bitton et Michel Munz
- Combien tu m'aimes ? de Bertrand Blier
- Douches froides d'Antony Cordier
- Gabrielle de Patrice Chéreau
- Gentille  de Sophie Fillières
- Grabuge ! de Jean-Pierre Mocky
- Ils ne mouraient pas mais tous étaient frappés de Sophie Bruneau et Marc-Antoine Roudil
- Je vous trouve très beau d'Isabelle Mergault
- Joyeux Noël de Christian Carion
- La Marche de l'empereur de Luc Jacquet
- La Moustache d'Emmanuel Carrère
- Oliver Twist de Roman Polanski
- Palais Royal ! de Valérie Lemercier
- Peindre ou faire l'amour d'Arnaud et Jean-Marie Larrieu
- Le Petit Lieutenant de Xavier Beauvois
- Le Promeneur du Champ-de-Mars de Robert Guédiguian
- Les Poupées russes de Cédric Klapisch
- Saint-Jacques... La Mecque de Coline Serreau
- Sheitan de Kim Chapiron
- Le Temps qui reste de François Ozon
- Un fil à la patte de Michel Deville
- L'un reste, l'autre part de Claude Berri
- Vers le sud de Laurent Cantet

## 2006
- Arthur et les Minimoys de Luc Besson
- Le Bénévole de Jean-Pierre Mocky
- Les Bronzés 3 - Amis pour la vie de Patrice Leconte
- Camping de Fabien Onteniente
- Cœurs d'Alain Resnais
- Dans la peau de Jacques Chirac de Michel Royer et Karl Zéro
- Dans Paris de Christophe Honoré
- De particulier à particulier de Brice Cauvin
- La Doublure de Francis Veber
- L'École pour tous d'Éric Rochant
- Indigènes de Rachid Bouchareb
- L'Intouchable de Benoît Jacquot
- L'Ivresse du pouvoir de Claude Chabrol
- Je vais bien, ne t'en fais pas de Philippe Lioret
- Jean-Philippe de Laurent Tuel
- Lady Chatterley de Pascale Ferran
- Mon meilleur ami de Patrice Leconte
- Ne le dis à personne de Guillaume Canet
- Quand j'étais chanteur de Xavier Giannoli
- La Science des rêves de Michel Gondry
- Silent Hill de Christophe Gans
- Toute la beauté du monde de Marc Esposito
- Le Voyage en Arménie de Robert Guédiguian

## 2007
- 13 French Street de Jean-Pierre Mocky
- 99 Francs de Jan Kounen
- Les Amours d'Astrée et de Céladon d'Éric Rohmer
- Angel de François Ozon
- L'Année suivante d'Isabelle Czajka
- Après lui de Gaël Morel
- Les Ballets écarlates de Jean-Pierre Mocky
- Le Cœur des hommes 2  de Marc Esposito
- Les Chansons d'amour de Christophe Honoré
- Danse avec lui de Valérie Guignabodet
- Le Deal de Jean-Pierre Mocky
- Les Deux Mondes de Daniel Cohen
- Ensemble, c'est tout de Claude Berri
- Faut que ça danse ! de Noémie Lvovsky
- La Fille coupée en deux de Claude Chabrol
- La Graine et le Mulet d'Abdellatif Kechiche
- L'Île aux trésors d'Alain Berbérian
- Je crois que je l'aime de Pierre Jolivet
- La Môme d'Olivier Dahan
- Molière de Laurent Tirard
- Naissance des pieuvres de Céline Sciamma
- Le Prix à payer d'Alexandra Leclère
- Le Scaphandre et le Papillon de Julian Schnabel
- Sa Majesté Minor de Jean-Jacques Annaud
- Scorpion de Julien Seri
- Les Témoins d'André Téchiné
- Un secret de Claude Miller
- Une vieille maîtresse de Catherine Breillat
- L'Âge des ténèbres de Denys Arcand

## 2008
- Astérix et Obélix aux Jeux Olympiques de Frédéric Forestier et Thomas Langmann
- Banlieue 13 Ultimatum de Patrick Alessandrin
- La Belle Personne de Christophe Honoré
- Bienvenue chez les Ch'tis de Dany Boon
- Des poupées et des anges de Nora Hamdi
- Deux jours à tuer de Jean Becker
- Disco de Fabien Onteniente
- L'Emmerdeur de Francis Veber
- Enfin veuve d'Isabelle Mergault
- Entre les murs de Laurent Cantet
- Faubourg 36 de Christophe Barratier
- La Guerre des miss de Patrice Leconte
- J'ai toujours rêvé d'être un gangster de Samuel Benchetrit
- Lady Jane de Robert Guédiguian
- Martyrs de Pascal Laugier
- Passe-passe de Tonie Marshall
- Le Premier Jour du reste de ta vie de Rémi Bezançon
- Le Premier venu de Jacques Doillon
- Paris de Cédric Klapisch
- Un conte de Noël d'Arnaud Desplechin
- Seuls Two d'Éric Judor et Ramzy Bedia

## 2009
- L'Armée du crime de Robert Guédiguian
- Arthur et la Vengeance de Maltazard de Luc Besson
- Bancs publics (Versailles Rive-Droite) de Bruno Podalydès
- Barbe bleue de Catherine Breillat
- Les Beaux Gosses de Riad Sattouf
- Bellamy de Claude Chabrol
- Dans la brume électrique de Bertrand Tavernier
- De l'autre côté du lit de Pascale Pouzadoux
- Erreur de la banque en votre faveur de Gérard Bitton et Michel Munz
- La Fille du RER d'André Téchiné
- Les Herbes folles d'Alain Resnais
- Le Hérisson de Mona Achache
- Je suis heureux que ma mère soit vivante de Claude Miller et Nathan Miller
- Joueuse de Caroline Bottaro
- La Journée de la jupe de Jean-Paul Lilienfeld
- LOL de Lisa Azuelos
- Neuilly sa mère ! de Gabriel Julien-Laferrière
- Non ma fille tu n'iras pas danser de Christophe Honoré
- Le Petit Nicolas de Laurent Tirard
- Marching Band de Claude Miller, Héléna Cotinier et Pierre-Nicolas Durand
- Persécution de Patrice Chéreau
- La Première Étoile de Lucien Jean-Baptiste
- Les Regrets de Cédric Kahn
- Ricky de François Ozon
- Safari d'Olivier Baroux
- Trésor de Claude Berri
- Un prophète de Jacques Audiard
- Villa Amalia de Benoît Jacquot
- Welcome de Philippe Lioret